# 위쳐: 늑대의 악몽
위쳐: 늑대의 악몽(영어: The Witcher: Nightmare of the Wolf)은 2021년 공개한 애니메이션 영화이다. 안제이 삽코프스키의 소설 위쳐가 원작이다. 위쳐 시리즈의 프리퀄이다.

## 출연

### 주연
- 그레이엄 맥타비쉬 : 디글랜 역
- 테오 제임스 : 베세미르 역
- 매리 멕도넬 : 레이디 저브스트 역
- 라라 풀버 : 테트라 역